# ذا سنكنغ سيتي
ذا سنكنغ سيتي (بالإنجليزية:The Sinking City)، هي لعبة فيديو من نوع رعب، وهي من تطوير ستوديو فروغويرز الأوكرانية، وهي من نشر بيغ بن انتراكتيف، حيث سيتم إصدار اللعبة بتاريخ 27 يونيو 2019، وتعمل لمنصات بلاي ستيشن 4، إكس بوكس ون ومايكروسوفت ويندوز، ويدعم اللعبة اللغة العربية.